# Please Don’t Go
Please Don’t Go ist ein Lied von KC and the Sunshine Band aus dem Jahr 1979, das von Harry Wayne Casey und Richard Finch geschrieben wurde. Es erschien auf dem Album Do You Wanna Go Party.

## Geschichte
Von allen Liedern, die KC and the Sunshine Band als Single veröffentlichten, ist dies die erste Ballade. Mit dem Song bittet der Protagonist seine Geliebte, dass sie ihm eine zweite Chance geben solle. In den Vereinigten Staaten war es der fünfte und letzte Nummer-eins-Hit der Band. Die Veröffentlichung war am 12. Juli 1979. Der Disco-Song war auch in Kanada und Australien ein Nummer-eins-Hit.

## Kommerzieller Erfolg

### Chartplatzierungen
| ChartsChartplatzierungen       | Höchstplatzierung | Wochen |
| ------------------------------ | ----------------- | ------ |
| Deutschland (GfK)              | 20 (23 Wo.)       | 23     |
| Vereinigte Staaten (Billboard) | 1 (26 Wo.)        | 26     |
| Vereinigtes Königreich (OCC)   | 3 (12 Wo.)        | 12     |

| ChartsJahrescharts (1980)      | Platzierung |
| ------------------------------ | ----------- |
| Vereinigte Staaten (Billboard) | 19          |

### Auszeichnungen für Musikverkäufe
| Land/Region                  | Auszeichnungen für Musikverkäufe (Land/Region, Auszeichnung, Verkäufe) | Verkäufe |
| ---------------------------- | ---------------------------------------------------------------------- | -------- |
| Australien (ARIA)            | Gold                                                                   | 35.000   |
| Neuseeland (RMNZ)            | Gold                                                                   | 10.000   |
| Vereinigtes Königreich (BPI) | Silber                                                                 | 250.000  |
| Insgesamt                    | 1× Silber · 2× Gold ·                                                  | 295.000  |

## Coverversion von Double You
Im Jahr 1992 veröffentlichten Double You ihre Version der Ballade, die in ihrer Fassung dem Eurodance entspricht und modifizierte Texte enthält. Die Veröffentlichung erfolgte am 26. Januar 1992, in den Niederlanden, Belgien und Spanien erreichte das Cover die Spitze der Charts. Produzent des Covers war Savage.
Chartplatzierungen
| ChartsChartplatzierungen     | Höchstplatzierung | Wochen |
| ---------------------------- | ----------------- | ------ |
| Deutschland (GfK)            | 3 (28 Wo.)        | 28     |
| Österreich (Ö3)              | 2 (18 Wo.)        | 18     |
| Schweiz (IFPI)               | 2 (25 Wo.)        | 25     |
| Vereinigtes Königreich (OCC) | 41 (3 Wo.)        | 3      |

| ChartsJahrescharts (1992) | Platzierung |
| ------------------------- | ----------- |
| Deutschland (GfK)         | 7           |
| Österreich (Ö3)           | 11          |
| Schweiz (IFPI)            | 6           |

Auszeichnungen für Musikverkäufe

| Land/Region        | Auszeichnungen für Musikverkäufe (Land/Region, Auszeichnung, Verkäufe) | Verkäufe |
| ------------------ | ---------------------------------------------------------------------- | -------- |
| Deutschland (BVMI) | Gold                                                                   | 250.000  |
| Frankreich (SNEP)  | Silber                                                                 | 125.000  |
| Insgesamt          | 1× Silber · 1× Gold ·                                                  | 375.000  |

## Coverversion von KWS
Etwas später im Jahr 1992 folgte auch die Version von KWS, die musikalisch zwar fast gleich klingt wie die Version von Double You, aber der Musikrichtung Dance zuzuordnen ist. Da die Band KWS vergaß, sich beim Covern die Rechte von Savage zu sichern (aufgrund der Ähnlichkeit der Melodien), kam es zu einem Rechtsstreit und letzten Endes musste KWS eine Entschädigung an Savage zahlen. Von der KWS-Version behauptet man, sie sei zu Ehren des ehemaligen Nottingham-Forest-Spielers Des Walker, der zu dem Zeitpunkt zur Sampdoria Genua wechselte, veröffentlicht worden. In Deutschland erreichte das Cover zwar Platz 7, musste aber aufgrund des Rechtsstreites mit Savage schnell das Feld räumen. Die Veröffentlichung war am 27. April 1992.
Chartplatzierungen
| ChartsChartplatzierungen       | Höchstplatzierung | Wochen |
| ------------------------------ | ----------------- | ------ |
| Deutschland (GfK)              | 7 (5 Wo.)         | 5      |
| Schweiz (IFPI)                 | 11 (5 Wo.)        | 5      |
| Vereinigte Staaten (Billboard) | 6 (26 Wo.)        | 26     |
| Vereinigtes Königreich (OCC)   | 1 (16 Wo.)        | 16     |

| ChartsJahrescharts (1992)      | Platzierung |
| ------------------------------ | ----------- |
| Vereinigte Staaten (Billboard) | 47          |
| Vereinigtes Königreich (OCC)   | 5           |

Auszeichnungen für Musikverkäufe

| Land/Region                  | Auszeichnungen für Musikverkäufe (Land/Region, Auszeichnung, Verkäufe) | Verkäufe |
| ---------------------------- | ---------------------------------------------------------------------- | -------- |
| Australien (ARIA)            | Gold                                                                   | 35.000   |
| Vereinigte Staaten (RIAA)    | Gold                                                                   | 500.000  |
| Vereinigtes Königreich (BPI) | Gold                                                                   | 400.000  |
| Insgesamt                    | 3× Gold ·                                                              | 935.000  |

## Weitere Coverversionen
- 1985: Digital Game
- 1991: Timmy T
- 1993: Fiorello (Sì o no)
- 2008: Basshunter
- 2009: Hermes House Band (Please Don’t Go (Don’t You))